# Víctor Manuel Torres Mestre
Víctor Manuel Torres Mestre (Madrid, 31 de desembre de 1970) és un futbolista professional madrileny, què jugava com a defensa.

## Trajectòria
Format a les categories del Reial Madrid, Torres Mestre va debutar amb el primer equip a la campanya 90/91, debutant contra el Cadis. Només va disputar un altre encontre eixe any. No troba lloc al Santiago Bernabeu i passa al CD Logroñés, on tampoc aconsegueix obrir-se pas: només apareix en un partit la temporada 92/93.
El 1993 fitxa pel RCD Espanyol, amb el qual ascendeix a primera divisió. A la màxima categoria, Torres Mestre milita fins a quatre temporades, totes elles sent titular indiscutible en la defensa perica, i assolint un meritori quart lloc la temporada 95/96, campanya en la qual va marcar el seu únic gol a Primera.
El madrileny deixaria el conjunt barceloní el 1998, per provar sort a la lliga francesa, al Girondins de Bordeus. Només hi estaria un any, en el qual hi jugaria 24 partits. Retorna a la competició espanyola a les files del Deportivo Alavés. Amb els bascos hi estaria la seua darrera campanya a Primera, la 99/00, en la qual l'Alavés quedaria en sisé lloc. Torres Mestre hi va disputar 33 partits.
A partir d'eixe moment, la carrera del madrileny va decaure. De l'Alavés passa al Reial Betis, on no gaudiria d'oportunitats. El 2001 es marxa a la lliga portuguesa, al Varzim SC. Posteriorment, apareixeria en equips inferiors, com l'Sporting Maonès, abans de penjar les botes.